# Спиреантус
Спиреа́нтус, или Таволгоцве́т (лат. Spiraeánthus) — монотипный род растений из семейства Розовые (Rosaceae). Единственный вид — Спиреантус Шренка (Spiraeanthus schrenckianus  Maxim.), эндемик Средней Азии.

## Таксономия
Spiraeanthus (Fisch. & C.A.Mey.) Maxim., Trudy Imp. S.-Peterburgsk. Bot. Sada 6(1): 226. 1879.
Латинское родовое название происходит от слов лат. spiraea — спирея и греч. ανθος — цветок, и указывает на то, что цветки спиреантуса сходны с цветками растения Спирея, или Таволга (Spiraea).
Синоним вида Spiraea schrenkiana C.A.Mey., Index Seminum [St.Petersburg (Petropolitanus)] ix. 96.
Ближайший родственник — монотипный род Chamaebatiaria Maxim. из пустыни Сонора в Северной Америке.

## Распространение и экология
Туранско-среднеазиатский тип ареала, включающий хребет Каратау, Ферганский хребет, Чу-Илийские горы и пустыню Бетпак-Дала.
Спиреантус — реликт древней мезофильной лесной прашибляковой флоры эоцена.
Растёт на склонах низкогорных ущелий и по краям такыров на щебнистых почвах пустыни, часто образуя заросли. В ряде случаев выступает доминантом и даже эдификатором — ценозостроителем.

## Биологическое описание
Это кустарник с узколинейными перистыми листьями. Соцветия — продолговатые, редкие метёлки от 4 до 20 см, развивающиеся на концах побегов. Цветки обоеполые, пятичленные, с ширококолокольчатым гипантием и плотными, долго не опадающими лепестками, с 20—25 тычинками и 2—5 у основания сросшимися пестиками, супротивными чашелистиками. Семяпочек 2, семена обычно одиночные.

## Значение и применение
Ценное высокодекоративное растение, заслуживает введения в культуру.
Включён в Красную книгу Казахстана. Охраняется в Каратауском государственном природном заповеднике. Незаконно вырубается чабанами для растопки.